# Хаттон, Мэрион
Мэрион Хаттон (англ. Marion Hutton; урождённая Торнбёрг (англ. Thornburg); 10 марта 1919, Батл-Крик, Мичиган — 10 января 1987 или 12 января 1987, Керкленд, Вашингтон) — американская певица и актриса. Известна была по работе с оркестром Гленна Миллера с 1938 по 1942 год.

## Биография
Мэрион родилась 10 марта 1919 года в Батл-Крике, Мичиган. Она была старшей сестрой актрисы Бетти Хаттон. Отец сестёр бросил семью, когда они обе были маленькими, позже он покончил с собой. Их мать работала на разных работах, чтобы поддержать семью, вскоре стала успешным бутлегером. Обе сестры пели с оркестром Винсента Лопеса.
В 1938 году девушку пригласил в свой оркестр Гленн Миллер. Поскольку Мэрион было всего восемнадцать (она была несовершеннолетней согласно законодательству США), она не могла выступать в ночных клубах, тогда Миллер и его жена Хелен стали официальными опекунами девушки.
В 1940 году она вышла замуж за публициста и телевизионного продюсера Джека Филбина. У них с Филбином было двое сыновей, Джон и Филипп. В следующем браке с писателем Джеком Дугласом у нее родился третий сын Питер, который впоследствии стал известным фотожурналистом.
В 1942 году девушка появилась в составе оркестра в фильме «Жены оркестрантов». После того, как Миллер в том же году вступил в армию, она отправилась с саксофонистом Тексом Бенеке и The Modernaires в театральный тур. В 1944 году Мэрион появилась в фильме «В обществе» Эббота и Костелло в 1944 году. Мэрион Хаттон появилась с оркестром Деси Арнаса в октябре 1947 года в театре Radio City в Миннеаполисе. В конце сороковых годов карьера артистки подошла к концу, последней работой в кино стало участие в фильме братьев Марк «Счастливая любовь».
В третий раз певица вышла замуж в 1954 году за Вика Шона, аранжировщика сестёр Эндрюс и Бинга Кросби. В 1965 году, согласно «Нью-Йорк Таймс», Мэрион Хаттон обратилась за лечением от различных зависимостей. Когда ей было под пятьдесят певица наконец получила диплом об окончании школы. Вскоре получила диплом психолога и нашла работу в местной больнице. В течение 1960-х и 70-х годов Хаттон и Шон жили в Лагуна-Бич, но позже переехали из-за растущих финансовых проблем. В 1981 году Хаттон и Шон переехали в Керкленд, Вашингтон, где основали центр по борьбе с наркоманией.
Мэрион скончалась от рака 10 января 1987 года в Керкленде, Вашингтон.